# Західно-Африканська бокситоносна провінція
Західно-Африканська бокситоносна провінція — розташована на території Гвінеї, Гвінеї-Бісау, Малі, Гани, Сьєрра-Леоне, Того, Ліберії і Буркіна-Фасо.
Загальна площа провінції близько 1,75 млн км². Більшість родов. знаходиться на Гвінейському щиті.

## Геологія
У геологічній будові виділяють 2 структурних поверхи. Нижній представлений метаморфічним комплексом порід архейської (гнейси, граніто-гнейси, кварцити й інші) і нижньопротерозойської (сланці, кварцити, пісковики) доби. Верхній структурний поверх складений породами верхнього протерозою і палеозою.
Родовища бокситів латеритного і латеритно-осадового типу утворюють великі покриви. Потужність покладів 1-20 м. Запаси окремих родовищ сягають — 5-100 млн т і більше. Вони розташовуються у верхній частині кори вивітрювання граптолітових сланців девону, силуру і ордовика, а також метаморфічних порід докембрію.
Боксити представлені міцними, щільними, масивними, кам'янистими, рідше пухкими, пористими рудами. Головний рудний мінерал — гібсит (до 95%), зустрічається беміт, каолініт і мінерали титану. Боксити високої якості: вміст AI2O3 50-60% (іноді 35-45%), SiO2 1-2% (іноді 2-8%). Вміст оксидів заліза 2-25%. Сумарні запаси провінції оцінюються в 23,3 млрд т (доведені — 10 млрд т), крім того, прогнозні ресурси — близько 15,0 млрд т. Гірничогеологічні умови сприятливі. Розробка родовищ ведеться відкритим способом.